# Schloss Mariedal

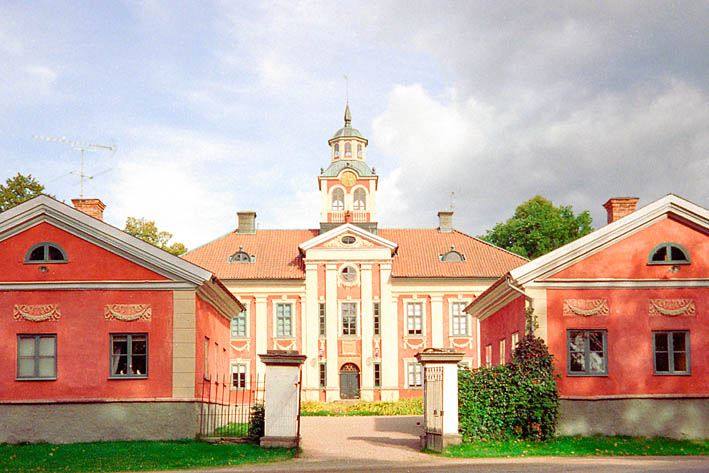
Schloss Mariedal

Schloss Mariedal, etwa 9 km nördlich der schwedischen Stadt Skara, ist ein Barockschloss in Västergötland. 
Reichskanzler Magnus Gabriel de la Gardie gab 1666 dem Architekten Jean de la Vallée den Auftrag, ein Schloss auf dem Landgut Sörbo zu errichten. Das Schloss mit seinen zwei Flügeln wurde nach De la Gardies Ehefrau Maria Euphrosine benannt. 
Das Schloss ist im Großen und Ganzen unverändert erhalten und heute in Privatbesitz.
Koordinaten: 58° 28′ 21″ N, 13° 24′ 24,3″ O